# Замок Ёсида-Корияма
Замок Ёсида-Корияма (яп. 吉田郡山城 Ёсида-Ко:рияма-дзё:) — замок в посёлке Ёсида современного города Акитаката префектуры Хиросима, Япония. Основная горная цитадель рода Мори до её перенесения в замок Хиросима в 1589 году во время правления Мори Тэрумото. До наших дней сохранились только руины этого укрепления.

## Расположение и структура замка
Замок располагался на всей территории горы Коорияма, которая находится на север от низины Ёсида (яп. 吉田盆地), которая омывается с обеих сторон реками Го и Тадзихи.
От вершины горы (360 м) к её подножию было построено около 270 малых и больших земляных укреплённых площадок, часть из которых была окружена рвами и деревянными или каменными стенами. Замок разделялся на три укреплённых двора — первый около вершины, третий у подножия, и второй между ними, на склонах горы. Главные ворота, «пасть тигра» (яп. 虎口), были расположены в самом крупном по площади третьем дворе.

## История замка
В 1336 году центральное правительство Японии назначило род Мори земельным главой (яп. 地頭) имения Ёсида (яп. 吉田荘, ёсида но сё:). В том же году в этом имении глава рода, Мори Токитика, построил на юго-восточном гребне горы Коорияма небольшой замок. С того времени, на протяжении 12 поколений, это укрепление служило резиденцией руководителей рода. После прихода к власти Мори Мотонари в 1523 году, замок расширили на всю территорию горы. В 1541 году замок выдержал осаду 30-тысячной армии Амаго Харухисы, которая длилась несколько месяцев. После прихода союзных войск Суэ Такафуси защитники укрепления отбили нападавших.
До 1580-х годов замок Корияма всячески модернизировался. Во время правления Мори Тэрумото деревянные стены были заменены каменными. Однако сведений, которые бы подтверждали существование у замка главной башни (тэнсю), нет.
После того, как Мори стали вассалами Тоётоми Хидэёси, резиденцию рода было решено перенести в более удобное место. В 1591 году горный замок Корияма был окончательно оставлен, а его роль перешла к равнинному замку Хиросима, который находился на пересечении транспортных и торговых путей.
В 1637 году, остерегаясь христианских мятежей в Западной Японии после восстания в Симабаре, сёгунат Токугава приказал разобрать каменные стены и засыпать рвы замка Ёсида-Корияма. В том году крепость прекратила своё существование.